# إيمون هيلي
إيمون هيلي (بالإنجليزية: Eamonn Healy)‏ هو كيميائي أمريكي، ولد في 1958.